# Njemačka vaterpolska reprezentacija
Njemačka vaterpolska reprezentacija predstavlja državu Njemačku u športu vaterpolu.

## Nastupi na velikim natjecanjima

### Olimpijske igre
- 1900.: prvi krug
- 1928.:  zlato
- 1932.:  srebro
- 1936.:  srebro
- u razdoblju od 1949. do 1990. podijeljena na dvije države, SR Njemačku i DR Njemačku
- 1992.: 7. mjesto
- 1996.: 9. mjesto
- 2004.: 5. mjesto
- 2008.: 10. mjesto

### Svjetska prvenstva
- u razdoblju od 1949. do 1990. podijeljena na dvije države, SR Njemačku i DR Njemačku
- 1991.: 5. mjesto
- 1994.: 9. mjesto
- 2001.: 14. mjesto
- 2003.: 11. mjesto
- 2005.: 9. mjesto
- 2007.: 8. mjesto
- 2009.: 6. mjesto
- 2011.: 8. mjesto
- 2013.: 10. mjesto
- 2019.: 8. mjesto
- 2022.: 13. mjesto

### Svjetski kupovi
- u razdoblju od 1949. do 1990. podijeljena na dvije države, SR Njemačku i DR Njemačku
- 1991.: 8. mjesto
- 1993.: 6. mjesto
- 2018.: 4. mjesto

### Svjetske lige
- u razdoblju od 1949. do 1990. podijeljena na dvije države, SR Njemačku i DR Njemačku
- 2005.:  bronca
- 2006.: poluzavršna skupina
- 2007.: 4. mjesto

### Europska prvenstva
- 1926.:  bronca
- 1931.:  srebro
- 1934.:  srebro
- 1938.:  srebro
- u razdoblju od 1949. do 1990. podijeljena na dvije države, SR Njemačku i DR Njemačku
- 1991.: 7. mjesto
- 1993.: 9. mjesto
- 1995.:  bronca
- 1997.: 10. mjesto
- 1999.: 8. mjesto
- 2001.: 9. mjesto
- 2003.: 5. mjesto
- 2006.: 8. mjesto
- 2008.: 6. mjesto
- 2010.: 6. mjesto
- 2012.: 5. mjesto
- 2014.: 9. mjesto
- 2016.: 11. mjesto
- 2018.: 9. mjesto
- 2020.: 9. mjesto
- 2022.: 13. mjesto

## Sastavi
- EP 2008.:

- kvalifikacije: Čigir, Naroska, Purschke, Savić, Oeler, Schlotterbeck, Bukowski, Politze, Nossek, Schertwitis, Kreuzmann, Mackeben, Fischer, Izbornik: Stamm

| Ime i prezime         | Klub               |
| --------------------- | ------------------ |
| Erik Bukowski         | Spandau 04         |
| Roger Kong            | Spandau 04         |
| Tobias Kreuzmann      | Duisburg           |
| Florian Naroska       | Spandau 04         |
| Moritz Oeler          | Spandau 04         |
| Marc Politze          | Posillipo          |
| Julian Real           | Duisburg           |
| Sven Roessing         | Bayer Uerdingen 08 |
| Andreas Schlotterbeck | Spandau 04         |
| Fabian Schroedter     | Spandau 04         |
| Paul Schueler         | Duisburg           |
| Marko Stamm           | Spandau 04         |
| Alexander Tchigir     | Spandau 04         |
| Hagen Stamm           |                    |

- SP 2019.: Moritz Schenkel, Ben Reibel, Timo van der Bosch, Julian Real, Tobias Preuss, Maurice Jüngling, Dennis Strelezkij, Luuk Gielen, Marko Stamm, Mateo Ćuk, Marin Restović, Dennis Eidner, Kevin Götz; izbornik Hagen Stamm

## Poznati igrači
- Hagen Stamm

## Poznati treneri
- Nicolu Firou